# Hút chìm

Sơ đồ quá trình hút chìm

Trong địa chất học, sự hút chìm là một quá trình diễn ra tại các ranh giới hội tụ, mà theo đó một mảng chuyển động xuống bên dưới một mảng khác và chìm vào trong manti Trái Đất hay là sự hội tụ các mảng. Đới hút chìm là một khu vực trên Trái Đất, nơi mà hai mảng kiến tạo chuyển động theo hướng va hút nhau và xảy ra sự hút chìm. Tốc độ hút chìm được đo đạc khoảng vài cm một năm, với tốc độ hội tụ trung bình khoảng 5 cm mỗi năm.
Các đới hút chìm liên quan đến một mảng đại dương trượt bên dưới một mảng lục địa hoặc một mảng đại dương khác. Các đới hút chìm thường được ghi nhận là có hoạt động núi lửa, động đất và tạo núi với mức độ cao.
Kiến tạo sơn, hay tạo núi, xuất hiện khi các mảnh lớn vật liệu trên mảng hút chìm (giống như các cung đảo núi lửa) gặm hết mảng còn lại. Các khu vực này là tâm điểm của các trận động đất mà nó gây ra bởi sự tương tác giữa phiến hút chì, và manti, các núi lửa và (khi có thể) tạo núi liên quan đến các va chạm cung đảo.
Các đới hút chìm ngược lại với các ranh giới phân kỳ, là nơi mà hai mảng chuyển động ra xa nhau.